# Zofia Celińska

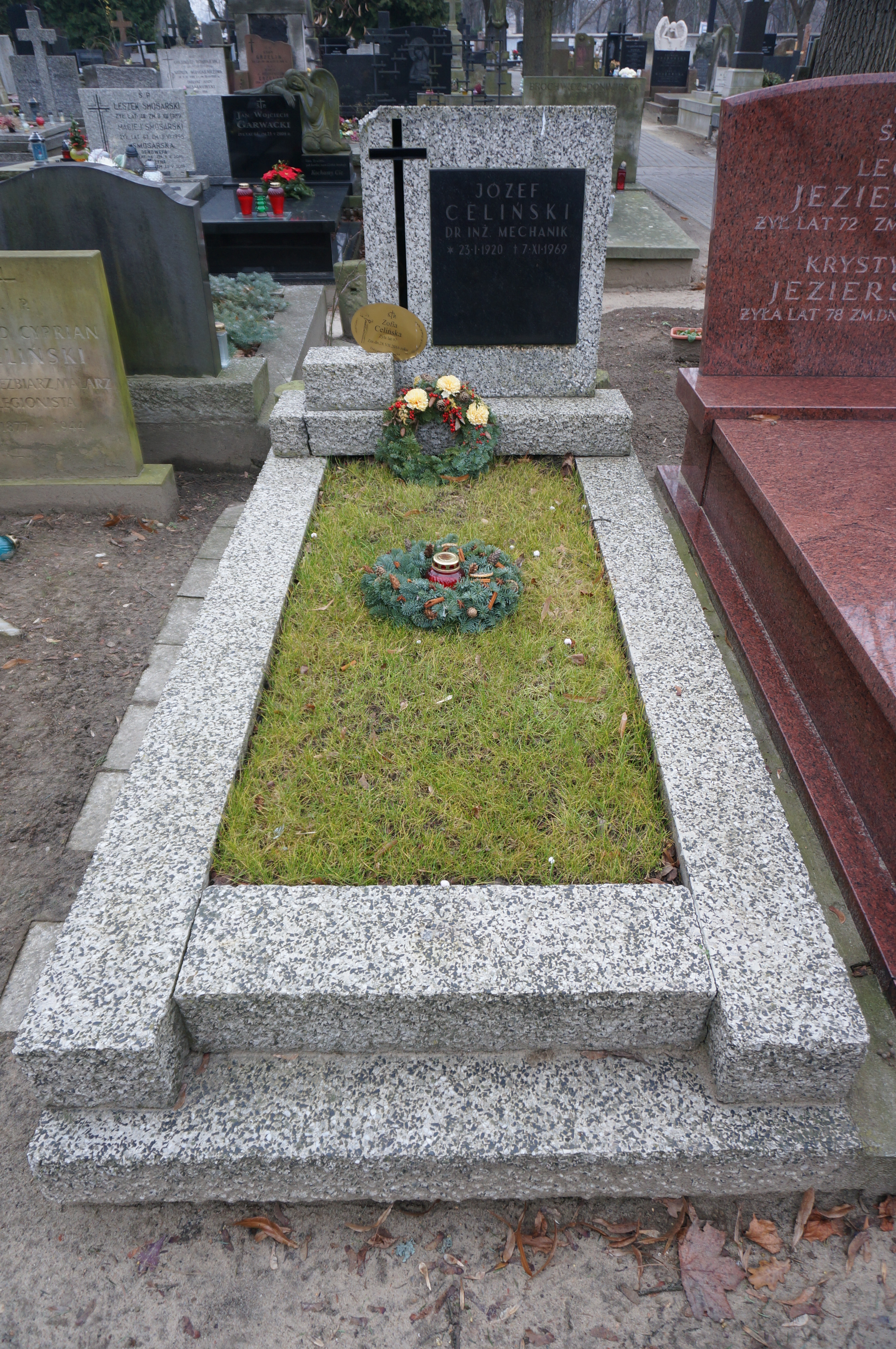
Grób Zofii Celińskiej na cmentarzu Powązkowskim w Warszawie

Zofia Celińska z domu Lipska (ur. 8 lipca 1919 w Warszawie, zm. 28 lipca 2016 w Wyszogrodzie) – polska ekonomistka, członkini Armii Krajowej, Sprawiedliwa wśród Narodów Świata.

## Życiorys
Uczęszczała do Państwowego Żeńskiego Gimnazjum im. Marii Konopnickiej w Warszawie. Ukończyła ekonomię w Szkole Głównej Handlowej.
W czasie II wojny światowej działała w Armii Krajowej, gdzie zajmowała się kolportowaniem „Biuletynu Informacyjnego”. Ukrywała Żydów, w jej domu otrzymali schronienie szkolna koleżanka Zofia Lewinówna oraz jej wujostwo – Rachela i Władysław Kohanowie. Ponadto udzielała pomocy innej szkolnej koleżance Oli Zweibaum. Po wojnie pracowała w Biurze Projektów i Studiów Budownictwa Specjalnego.
11 lipca 2001 przyznano jej tytuł Sprawiedliwej wśród Narodów Świata. Postanowieniem prezydenta RP Lecha Kaczyńskiego z 13 sierpnia 2009 została odznaczona Krzyżem Komandorskim Orderu Odrodzenia Polski.
Siostra Jana Józefa Lipskiego i Marii Dmochowskiej. Zamężna z Józefem Celińskim, matka Andrzeja i Wojciecha Celińskich.
3 sierpnia 2016 została pochowana na cmentarzu Powązkowskim w Warszawie.